# Daviscupový tým Argentiny

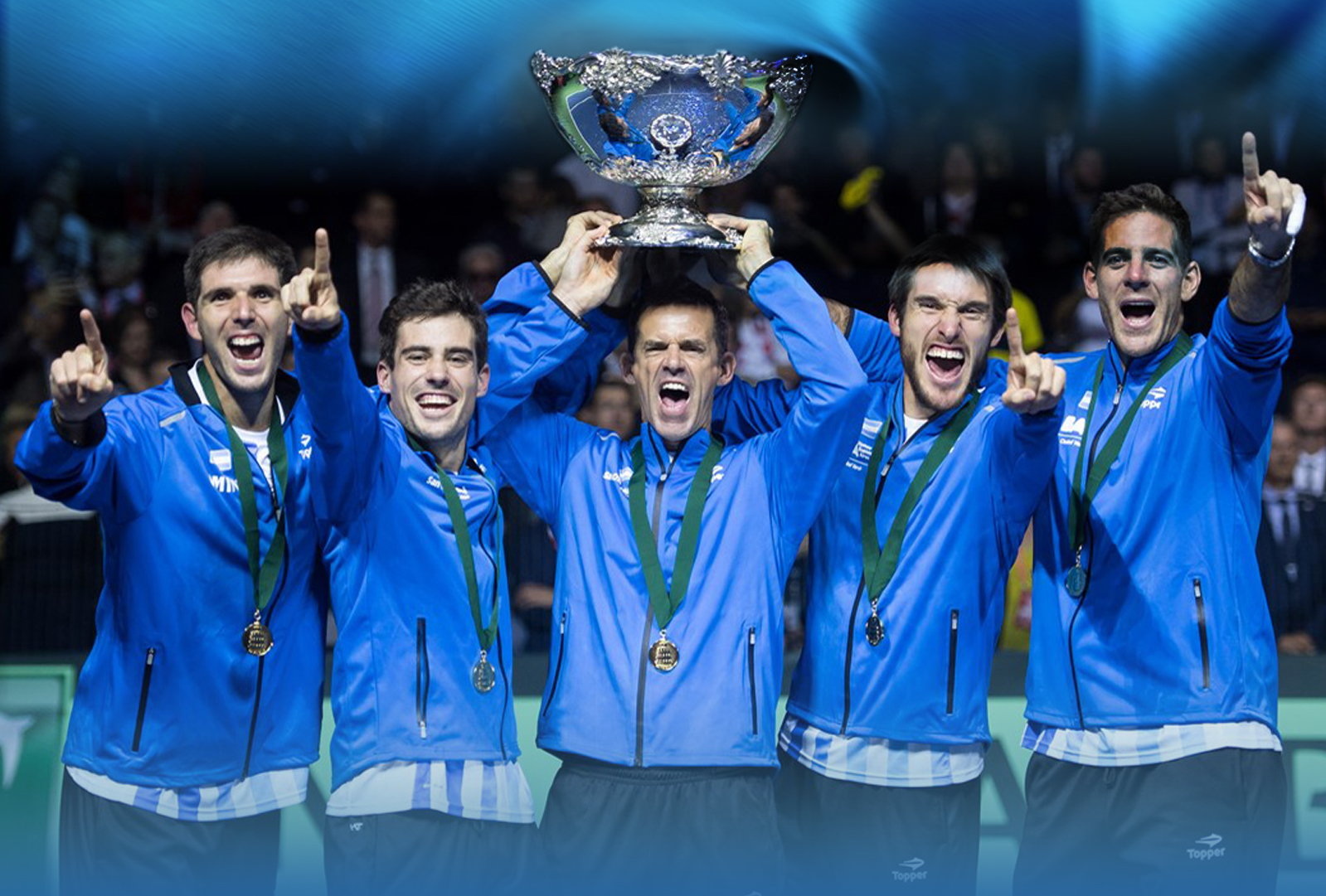
Členové vítězného týmu z roku 2016, kdy se Argentina stala prvním jihoamerickým šampionem v historii soutěže

Daviscupový tým Argentiny reprezentuje Argentinu v Davisově poháru od roku 1923 pod vedením národní tenisové federace Asociación Argentina de Tenis.
V dosavadní historii soutěže získalo družstvo jednu trofej, jakožto první vítěz z Jižní Ameriky a celkově patnáctý, když v roce 2016 vyhrálo finále proti Chorvatsku, v němž Jihoameričany dělil od porážky za stavu 1:2 na zápasy jediný prohraný set. Po triumfu vystoupala Argentina poprvé na 1. místo žebříčku ITF, jakožto osmý tým od jeho zavedení v roce 2001.
Čtyřikrát, v letech 1981, 2006 a 2008 a 2011, odešlo družstvo z boje o titul jako poražený finalista.

## Historie
Argentina debutovala v Davis Cupu v roce 1923 proti Švýcarsku, jemuž podlehla 1:4 na zápasy. Na své první finále dosáhla v roce 1981, při premiéře světové skupiny. Prohrála v něm se Spojenými státy 1:3. O dvacet pět let později, roku 2006 se střetla v moskevském Olympijském stadionu s Ruskem, s nímž prohrála po velké bitvě 2:3.
Ve finálovém duelu ročníku 2008 konaném v argentinském Mar del Plata narazila na Španělsko, jež získalo trofej po výhře 4:1. Také počtvrté odešla z boje o salátovou mísu poražena, když v závěrečném duelu Davis Cupu 2011 podlehla na sevillské halové antuce Španělsku 1:3. Jihoamerický tým si odvezl pouze jeden bod za deblové vítězství. Obě dvouhry vyhrála španělská jednička Rafael Nadal.
V roce 2012 se Argentina probojovala do semifinále, kde narazila na Českou republiku. Na antuce v Buenos Aires podlehla pozdějším vítězům 2:3. Následující sezónu 2013 postoupila přes Německo a Francii opět do semifinálové fáze, v němž se zopakoval rok starý scénář. Opět ji vyřadil český výběr poměrem 3:2, který následně celou soutěž vyhrál.

### 2016: První zisk salátové mísy
V úvodním březnovém kole roku 2016 Argentinci porazili debutanta ve světové skupině, tým Polska. V gdaňské hale zvítězili 3:2 na zápasy, když dvěma body přispěl Leonardo Mayer. V červencovém čtvrtfinále si poradili na pesarské antuce s Itálií poměrem 3:1. Hlavním strůjcem postupu se stal Federico Delbonis, jenž vyhrál obě dvouhry. Deblové vítězství v pětisetovém dramatu zaznamenali Guido Pella s Juanem Martínem del Potrem, vracejícím se na okruh po dlouhodobém zranění. Také třetí mezistátní duel odehrála Argentina na půdě hostů, když je během září v glasgowském semifinále přivítali obhájci trofeje z Velké Británie v čele s bratry Murrayovými. Del Potrovi se na úvod podařilo zdolat světovou dvojku Andyho Murrayho po pětisetovém průběhu, když otočil vývoj utkání. Do dvoubodového náskoku se Jihoameričané dostali po výhře Guida Pelly nad Kylem Edmundem. Britové však vyrovnali skóre na 2:2. Rozhodující třetí bod ze závěrečné dvouhry připadl Leonardu Mayerovi po čtyřsetovém vítězství nad Danielem Evansem.
V závěru listopadu Argentinu hostilo Chorvatsko v záhřebské hale Arena Zagreb. Jihoameričané vyhrali všechna tři předchozí mezistátní utkání. V pátečním programu splnili roli favoritů jedničky týmů, když ve svých duelech triumfovali hráč elitní světové desítky Marin Čilić i Juan Martín del Potro. Chorvaté se po sobotní čtyřhře ujali vedení 2:1 na zápasy. V otevíracím nedělním singlu vedl Chorvat Čilić již 2–0 na sety nad del Potrem. Zbylou sadu, znamenající zisk salátové mísy, se mu však vyhrát nepodařilo a po téměř pětihodinovém dramatu odešel poražen 2–3 na sety. V závěrečné dvouhře již dominovala argentinská dvojka Federico Delbonis, který proti Ivu Karlovićovi neztratil ani jednu sadu. Argentina tak poprvé vybojovala titul. Teprve potřetí od zavedení světové skupiny v roce 1981 dokázalo družstvo ve finále otočit nepříznivý stav 1:2 na zápasy. V hale pro 15 tisíc diváků, kde byl přítomen i fotbalista Diego Maradona, pak nehrající kapitán vítězů Daniel Orsanic komentoval triumf slovy: „Musím tomu věřit, snili jsme o tom tolikrát, ale teď jsme to dokázali. Tenis je u nás tradiční sport a zasloužili jsme si to. Je to nejkrásnější okamžik mého života a je ctí být součástí tohoto týmu.“

## Dějiště
Do roku 1996 odehrála Argentina všechny své domácí zápasy v areálu Buenos Aires Lawn Tennis Club na otevřeném antukovém dvorci. Následně začala využívat i další dějiště, nejen v metropoli Buenos Aires. Některá střetnutí tak odehrála v Córdobě, Mendoze a Mar del Plata, jíž si vybrala pro finálový duel v roce 2008. V Buenos Aires využívá od roku 2006 antukový kurt areálu Estadio Mary Terán de Weiss.

## Složení týmu 2019
Žebříček ATP je uveden k týdnu listopadového finále 2019.
| Tenista                | žebříček ATP | žebříček ATP | daviscupové výhry–prohry | daviscupové výhry–prohry | daviscupové výhry–prohry | zdroj  |
| Tenista                | dvouhra      | čtyřhra      | celkem                   | dvouhra                  | čtyřhra                  | zdroj  |
| ---------------------- | ------------ | ------------ | ------------------------ | ------------------------ | ------------------------ | ------ |
| Diego Schwartzman      | 14.          | 40.          | 4–4                      | 4–3                      | 0–1                      | [ 16 ] |
| Guido Pella            | 25.          | 58.          | 5–5                      | 4–4                      | 1–1                      | [ 17 ] |
| Leonardo Mayer         | 92.          | 61.          | 14–6                     | 11–3                     | 3–3                      | [ 18 ] |
| Horacio Zeballos       | –            | 4.           | 7–5                      | 2–1                      | 5–4                      | [ 19 ] |
| Máximo González        | –            | 34.          | 1–2                      | 0–0                      | 1–2                      | [ 20 ] |
| Kapitán: Gastón Gaudio |              |              |                          |                          |                          |        |

## Přehled finále: 5 (1–4)
| Výsledek  | Č. | Datum a místo konání                                                                        | Argentinci                                                          | Soupeři                                                          | Skóre | Zdroj  |
| --------- | -- | ------------------------------------------------------------------------------------------- | ------------------------------------------------------------------- | ---------------------------------------------------------------- | ----- | ------ |
| Finalista | 1. | Davis Cup 1981 11.–13. prosince 1981 Cincinnati, Spojené státy koberec, Riverfront Coliseum | José Luis Clerc Guillermo Vilas Eduardo Bengoechea Ricardo Cano     | Spojené státy                                                    | 1–3   | [ 21 ] |
| Finalista | 1. | Davis Cup 1981 11.–13. prosince 1981 Cincinnati, Spojené státy koberec, Riverfront Coliseum | José Luis Clerc Guillermo Vilas Eduardo Bengoechea Ricardo Cano     | John McEnroe Roscoe Tanner Peter Fleming Eliot Teltscher         | 1–3   | [ 21 ] |
| Finalista | 2. | Davis Cup 2006 1.–3. prosince 2006 Moskva, Rusko koberec, Olympijský stadion                | David Nalbandian José Acasuso Juan Ignacio Chela Agustín Calleri    | Rusko                                                            | 2–3   | [ 22 ] |
| Finalista | 2. | Davis Cup 2006 1.–3. prosince 2006 Moskva, Rusko koberec, Olympijský stadion                | David Nalbandian José Acasuso Juan Ignacio Chela Agustín Calleri    | Nikolaj Davyděnko Dmitrij Tursunov Michail Južnyj Marat Safin    | 2–3   | [ 22 ] |
| Finalista | 3. | Davis Cup 2008 21.–23. listopadu 2008 Mar del Plata, Argentina tvrdý, Estadio Polideportivo | Juan Martín del Potro David Nalbandian José Acasuso Agustín Calleri | Španělsko                                                        | 1–3   | [ 23 ] |
| Finalista | 3. | Davis Cup 2008 21.–23. listopadu 2008 Mar del Plata, Argentina tvrdý, Estadio Polideportivo | Juan Martín del Potro David Nalbandian José Acasuso Agustín Calleri | David Ferrer Fernando Verdasco Feliciano López Marcel Granollers | 1–3   | [ 23 ] |
| Finalista | 4. | Davis Cup 2011 2.–4. prosince 2011 Sevilla, Španělsko antuka, Estadio Olímpico              | Juan Martín del Potro Juan Mónaco David Nalbandian Eduardo Schwank  | Španělsko                                                        | 1–3   | [ 24 ] |
| Finalista | 4. | Davis Cup 2011 2.–4. prosince 2011 Sevilla, Španělsko antuka, Estadio Olímpico              | Juan Martín del Potro Juan Mónaco David Nalbandian Eduardo Schwank  | Rafael Nadal David Ferrer Feliciano López Fernando Verdasco      | 1–3   | [ 24 ] |
| Vítěz     | 1. | Davis Cup 2016 26.–27. listopadu 2016 Záhřeb, Chorvatsko tvrdý, Arena Zagreb                | Juan Martín del Potro Federico Delbonis Guido Pella Leonardo Mayer  | Chorvatsko                                                       | 3–2   | [ 7 ]  |
| Vítěz     | 1. | Davis Cup 2016 26.–27. listopadu 2016 Záhřeb, Chorvatsko tvrdý, Arena Zagreb                | Juan Martín del Potro Federico Delbonis Guido Pella Leonardo Mayer  | Marin Čilić Ivo Karlović Franco Škugor Ivan Dodig                | 3–2   | [ 7 ]  |

## Chronologie zápasů

### 2010–2018
| Rok  | úroveň                       | datum                | místo               | soupeř         | skóre | výsledek |
| ---- | ---------------------------- | -------------------- | ------------------- | -------------- | ----- | -------- |
| 2010 | Světová skupina, 1. kolo     | 5.–7. března         | Stockholm (SWE)     | Švédsko        | 3–2   | výhra    |
| 2010 | Světová skupina, čtvrtfinále | 9.–11. července      | Moskva (RUS)        | Rusko          | 3–2   | výhra    |
| 2010 | Světová skupina, semifinále  | 17.–19. září         | Lyon (FRA)          | Francie        | 0–5   | prohra   |
| 2011 | Světová skupina, 1. kolo     | 4.–6. března         | Buenos Aires (ARG)  | Rumunsko       | 4–1   | výhra    |
| 2011 | Světová skupina, čtvrtfinále | 7.–9. července       | Buenos Aires (ARG)  | Kazachstán     | 5–0   | výhra    |
| 2011 | Světová skupina, semifinále  | 16.–18. září         | Bělehrad (SRB)      | Srbsko         | 3–2   | výhra    |
| 2011 | Světová skupina, finále      | 2.–4. prosince       | Sevilla (ESP)       | Španělsko      | 1–3   | prohra   |
| 2012 | Světová skupina, 1. kolo     | 10.–12. února        | Bamberk (GER)       | Německo        | 4–1   | výhra    |
| 2012 | Světová skupina, čtvrtfinále | 6.–8. dubna          | Buenos Aires (ARG)  | Chorvatsko     | 4–1   | výhra    |
| 2012 | Světová skupina, semifinále  | 14.–16. září         | Buenos Aires (ARG)  | Česko          | 2–3   | prohra   |
| 2013 | Světová skupina, 1. kolo     | 1.–3. února          | Buenos Aires (ARG)  | Německo        | 5–0   | výhra    |
| 2013 | Světová skupina, čtvrtfinále | 5.–7. dubna          | Buenos Aires (ARG)  | Francie        | 3–2   | výhra    |
| 2013 | Světová skupina, semifinále  | 13.–15. září         | Praha (CZE)         | Česko          | 2–3   | prohra   |
| 2014 | Světová skupina, 1. kolo     | 31. ledna – 2. února | Mar del Plata (ARG) | Itálie         | 1–3   | prohra   |
| 2014 | Světová skupina, baráž       | 12.–14. září         | Sunrise (USA)       | Izrael         | 3–2   | výhra    |
| 2015 | Světová skupina, 1. kolo     | 6.–8. března         | Buenos Aires (ARG)  | Brazílie       | 3–2   | výhra    |
| 2015 | Světová skupina, čtvrtfinále | 17.–19. července     | Buenos Aires (ARG)  | Srbsko         | 4–1   | výhra    |
| 2015 | Světová skupina, semifinále  | 18.–20. září         | Brusel (BEL)        | Belgie         | 2–3   | prohra   |
| 2016 | Světová skupina, 1. kolo     | 4.–6. března         | Gdaňsk (POL)        | Polsko         | 3–2   | výhra    |
| 2016 | Světová skupina, čtvrtfinále | 15.–17. července     | Pesaro (ITA)        | Itálie         | 3–1   | výhra    |
| 2016 | Světová skupina, semifinále  | 16.–18. září         | Glasgow (GBR)       | Velká Británie | 3–2   | výhra    |
| 2016 | Světová skupina, finále      | 25.–27. listopadu    | Záhřeb (CRO)        | Chorvatsko     | 3–2   | vítěz    |
| 2017 | Světová skupina, 1. kolo     | 3.–5. února          | Buenos Aires (ARG)  | Itálie         | 2–3   | prohra   |
| 2017 | Světová skupina, baráž       | 15.–17. září         | Astana (KAZ)        | Kazachstán     | 2–3   | prohra   |
| 2018 | Americká zóna, 1. skupina    | 6.–7. dubna          | San Juan (ARG)      | Chile          | 3–2   | výhra    |
| 2018 | Světová skupina, baráž       | 14.–16. září         | San Juan (ARG)      | Kolumbie       | 4–0   | výhra    |

### 2019–2029
| Rok  | úroveň                            | datum             | místo                          | povrch     | soupeř         | skóre | výsledek |
| ---- | --------------------------------- | ----------------- | ------------------------------ | ---------- | -------------- | ----- | -------- |
| 2019 | Finále, základní skupina          | 19. listopadu     | Madrid, Španělsko              | tvrdý (h)  | Chile          | 3–0   | výhra    |
| 2019 | Finále, základní skupina          | 20. listopadu     | Madrid, Španělsko              | tvrdý (h)  | Německo        | 0–3   | prohra   |
| 2019 | Finále, čtvrtfinále               | 22. listopadu     | Madrid, Španělsko              | tvrdý (h)  | Španělsko      | 1–2   | prohra   |
| 2021 | Kvalifikační kolo                 | 6.–7. března 2020 | Bogota, Kolumbie               | antuka (h) | Kolumbie       | 1–3   | prohra   |
| 2021 | 1. světová skupina                | 18.–19. září 2021 | Buenos Aires, Argentina        | antuk      | Bělorusko      | 4–1   | výhra    |
| 2022 | Kvalifikační kolo                 | 4.–5. března      | Buenos Aires, Argentina        | antuka     | Česko          | 4–0   | výhra    |
| 2022 | Finálový turnaj, základní skupina | 13. září          | Bologna, Itálie                | tvrdý (h)  | Švédsko        | 1–2   | prohra   |
| 2022 | Finálový turnaj, základní skupina | 16. září          | Bologna, Itálie                | tvrdý (h)  | Itálie         | 1–2   | prohra   |
| 2022 | Finálový turnaj, základní skupina | 17. září          | Bologna, Itálie                | tvrdý (h)  | Chorvatsko     | 0–3   | prohra   |
| 2023 | Kvalifikační kolo                 | 4.–5. února       | Espoo, Finsko                  | tvrdý (h)  | Finsko         | 1–3   | prohra   |
| 2023 | 1. světová skupina                | 16.–17. září      | Buenos Aires, Argentina        | antuka     | Litva          | 4–0   | výhra    |
| 2024 | Kvalifikační kolo                 | 3.–4. února       | Rosario, Argentina             | antuka     | Kazachstán     | 3–2   | výhra    |
| 2024 | Finálový turnaj, základní skupina | 10. září          | Manchester, Spojené království | tvrdý (h)  | Kanada         | 1–2   | prohra   |
| 2024 | Finálový turnaj, základní skupina | 13. září          | Manchester, Spojené království | tvrdý (h)  | Velká Británie | 2–1   | výhra    |
| 2024 | Finálový turnaj, základní skupina | 14. září          | Manchester, Spojené království | tvrdý (h)  | Finsko         | 3–0   | výhra    |
| 2024 | Finálový turnaj, čtvrtfinále      | listopad          | Málaga, Španělsko              | tvrdý (h)  |                |       |          |